# Sven Tumba
Sven Olof Gunnar Johansson, later Sven Olof Gunnar Tumba, (Stockholm, 27 augustus 1931 – aldaar, 1 oktober 2011), was een Zweeds sporter. Hij vertegenwoordigde zijn land als ijshockeyer, golfer en voetballer. Hij nam als ijshockeyer viermaal deel aan de Olympische Winterspelen en won hierbij in totaal twee medailles.
Aangezien er meerdere spelers in zijn team waren met de achternaam Johansson, werd hij Tumba genoemd, naar de plaats waar hij opgroeide. Hij was getrouwd en had vier kinderen, Tommie, Johan, Stefan en Daniel. In 1965 veranderde hij officieel zijn achternaam in Tumba, ook bij zijn kinderen. Sven Tumba overleed op zaterdag 1 oktober 2011 in Stockholm. Hij was 80 jaar.

## Sportcarrière
Na zijn schooltijd werd Tumba lid van de club Djurgårdens IF, waar hij voetbal en ijshockey speelde. Hij had de vaste overtuiging dat sport mensen bij elkaar kon brengen. Hij heeft veel gedaan om ook de jeugd bij sport te betrekken.

### IJshockey
In 1955 ontwierp hij de eerste helm voor ijshockeyspelers, de SPAPS-helm.
In 1957 kwam hij op televisie met een lesprogramma voor ijshockeyers en organiseerde hij het eerste toernooi voor kinderen. Ook werd hem een contract aangeboden om testspeler voor Boston Bruins te worden. Hij tekende niet want het zou betekend hebben dat hij niet meer voor Zweden zou kunnen spelen.
Erelijst

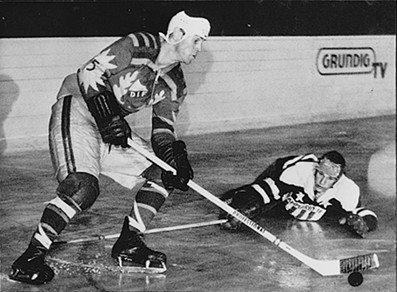
1960

- 1950-63: 8x Zweeds kampioen (1954, 55, 58, 59, 60, 61, 62, 63)
- 1952: Olympische Spelen in Oslo: brons
- 1953: Wereldkampioen in Zürich-Bazel
- 1954: Wereldkampioenschap in Stockholm: brons
- 1956: Olympische Spelen in Cortina: 5de plaats
- 1957: Wereldkampioen in het Lenin Stadium in Moskou (ook beste aanvaller)
- 1958: Wereldkampioenschap in Oslo: brons
- 1960: Olympische Spelen in Squaw Valley: 5de plaats
- 1962: Wereldkampioen in Colorado Springs (ook beste aanvaller)
- 1963: Wereldkampioenschap in Stockholm: zilver
- 1964: Olympische Spelen in Innsbruck: zilver
- 1965: Wereldkampioenschap in Tampere, Rauma: brons
- 1989: Genomineerd tot beste ijshockeyspeler aller tijden

### Voetbal
Ook in voetbal speelde Tumba in de top. Als speler van Djurgårdens IF speelde hij met het Zweeds voetbalelftal op 16 september 1956 tegen Noorwegen en werd hij in 1959 Zweeds kampioen.

### Golf
Na voetbal en ijshockey begon hij met golf. De eerste ronde speelde hij op Lidingo bij Stockholm. Toen hij zijn eerste hole in par speelde, was hij verkocht. Hij speelde verdienstelijk, won in 1970 het Scandinavisch Open Matchplay Kampioenschap, speelde in de Eisenhower Trophy in 1970 en vertegenwoordigde zijn land op de World Cup in 1973. Hij werd gezien als ambassadeur van de golfsport en introduceerde golf in Rusland, waar hij de eerste baan in Moskou aanlegde en de eerste golfschool oprichtte. Toen in 2004 de Zweedse Golf Federatie honderd jaar bestond, werd hij genoemd als persoon die het meest had bijgedragen aan de ontwikkeling van golf in Zweden.
Sven Tumba was onder meer de oprichter van de Colgate Cup in 1969 (uitgegroeid tot het grootste toernooi voor kinderen), het Scandinavian Enterprise Open in 1973 (Europese Tour), het European Open in 1978 en het World Golfers Championship in 1995, een toernooi voor amateurs uit alle werelddelen.
Golfbanen
- 1978: Ullna Golf Club, ontving Scandinavian Enterprise Open 1983-1987 en de Eisenhower Trophy in 1988
- 1987: Moscow City Club
- 1988: Österåkers Golf Club, 36 holes